# Katherine Anne Porter
Katherine Anne Porter (ur. 15 maja 1890 w Indian Creek w stanie Teksas, zm. 18 września 1980 w Silver Spring w stanie Maryland) – amerykańska dziennikarka, pisarka, eseistka.
Przez wielu uważana za najważniejszego pisarza z Teksasu. Jej dzieła przynależą do tradycji literackiej amerykańskiego Południa. W 1966 roku otrzymała nagrodę Pulitzera i National Book Award za The Collected Stories. Kilkakrotnie wymieniana jako kandydatka do literackiego Nobla.
Znana ze swej wnikliwości. Jej utwory poruszają tematy mroczne, takie jak zdrada, śmierć i źródła zła w ludziach.
Znana jest jej jedyna powieść Statek szaleńców (Ship of Fools, 1962), satyra na temat rozwoju nazizmu. W 1965 powstała ekranizacja o tym samym tytule w reżyserii Stanleya Kramera.
Po polsku wydano także zbiory jej opowiadań pod tytułem Biały koń, biały jeździec oraz Wino o południu.